# Intel 8008

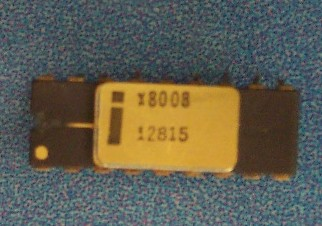
intel 8008

Intel 8008 var en tidig mikroprocessor utvecklad och tillverkad av Intel som introducerades i april 1972. Processorn beställdes under namnet 1201 av Computer Terminal Corporation (även CTC, senare Datapoint) för användning i företagets programmerbara terminal Datapoint 2200. Kretsen blev inte klar i tid och uppfyllde inte heller beställarens prestandakrav och användes därför inte i produkten som det var tänkt. Istället omförhandlades kontraktet så att CTC slapp betala mot att Intel fick marknadsföra sin krets till andra kunder. CTC fick istället bygga upp processorn i sin programmerbara terminal med (ett hundratal) TTL-kretsar.
De första versionerna av 8008 klarade 500 kHz klockfrekvens, lite senare kunde detta ökas till 800 kHz. Medan detta var lite långsammare än 4-bitarsprocessorerna Intel 4004 och Intel 4040 (mätt i såväl frekvens som instruktioner/sekund) så kunde prestanda ändå vara upp till 3-4 gånger så hög eftersom 8008 kunde bearbeta data åtta bitar åt gången och använda betydligt mer minne.
Programmeringsmodell och instruktioner i 8008 var alltså utvecklade av CTC och de senare mer avancerade Intel 8080 och Intel 8085 gjordes källkodskompatibla med 8008 (dock ej binärkodskompatibla). Den numera allmänt kända x86-arkitekturen byggde i sin tur vidare på 8085 och har därför även den CTC:s design som grund. Detsamma gäller för övrigt Z80-arkitekturen (i än högre grad).
Processorn begränsades av sin 18-pinnars kapsel och hade en enkel 8-bitars buss för både data, adresser, och statuskoder vilken krävde flera externa kretsar för att avmultiplexas. Exempelvis måste de 14-bitar breda adresserna (som gav en 16 KB minnesrymd) latchas in i ett externt minnesadressregister (MAR). 8008 hade en separat adressrymd för I/O-portar och kunde adressera 8 inportar och 24 utportar.
8008 familjen kallades även MCS-8 av Intel.

## Designers
- CTC (programmeringsmodell och instruktioner): Victor Poor och Harry Pyle
- Intel (mikroarkitektur, logik, och layout): Marcian "Ted" Hoff, Stan Mazor, Hal Feeney, Federico Faggin